# 서하천전로
서하천전로(Seohacheonjeon-ro)는 울산광역시 울주군 두동면 중심부를 연결하는 도로이다.

## 노선 경로
- 삼거리 명칭 미상 - 인보로
- 서하교 - 반구대로 (국도 제35호선) 통과
- 삼거리 명칭 미상 - 천전대현로
- 울산대곡박물관 부근 진입 끝

## 주요 건물 및 시설
- 울산대곡박물관 (울산광역시 울주군 두동면 서하천전로 257)

## 같이 보기
- 서하천
- 구량천